# Балланатриллик
Балланатриллик (Баллахнатриллик; англ. Ballaghnatrillick; ирл. Béal Átha an Trí Liag, «вход в форт трёх плит») — деревня в Ирландии, находится в графстве Слайго (провинция Коннахт).
Население — 20 человек (по переписи 2006 года).